# トウテイラン
トウテイラン（学名：Pseudolysimachion ornatum、洞庭藍）は、ゴマノハグサ科（APG分類ではオオバコ科）ルリトラノオ属の種。日本の固有種。中国・湖南省にある洞庭湖（どうていこ）の水のように美しいことが名称の由来である。

## 特徴

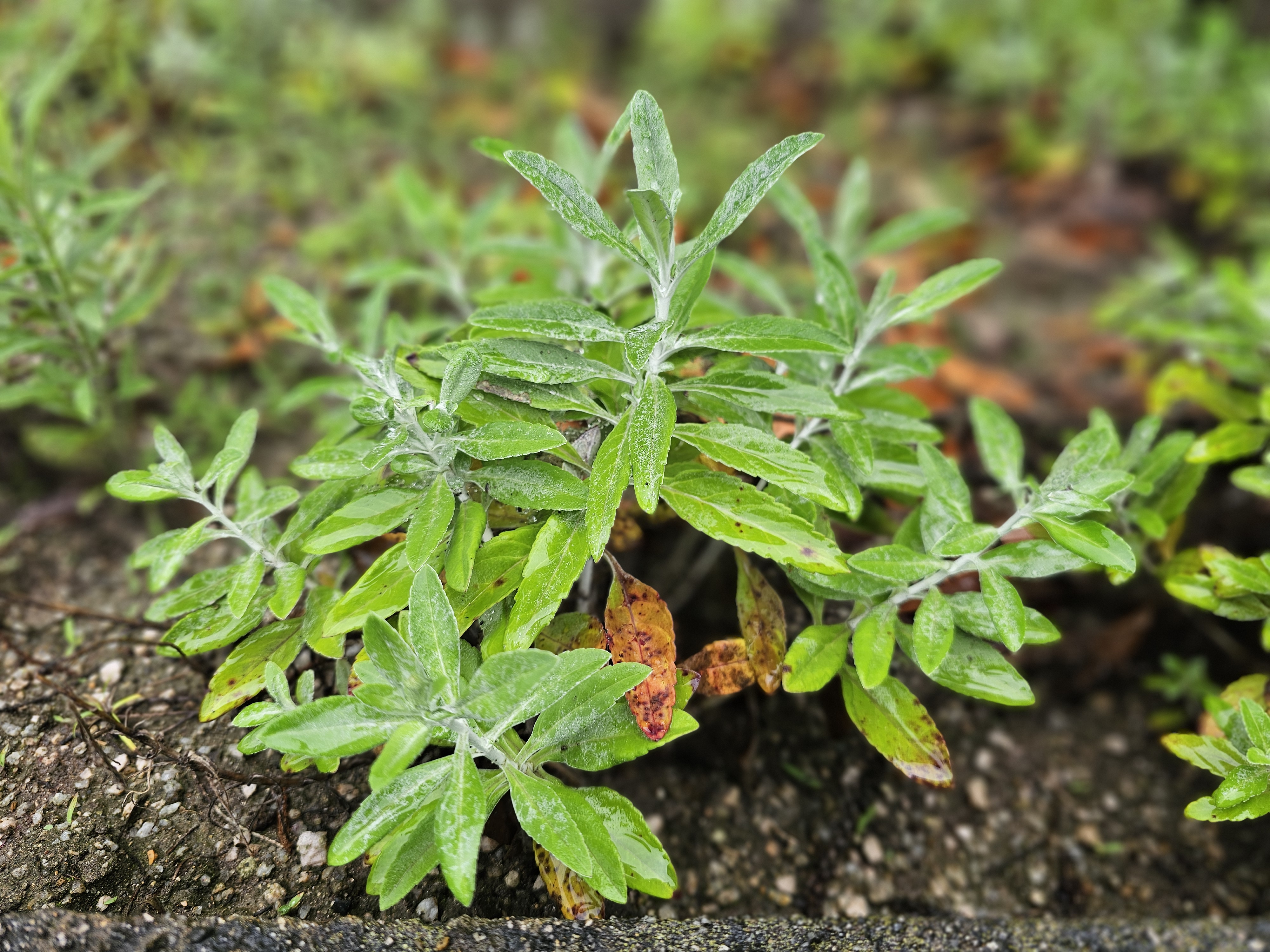
京都府立丹後緑風高等学校網野学舎で栽培されている個体（7月2日時点）

ゴマノハグサ科（APG分類ではオオバコ科）の多年草である。草丈は40cmから70cmであり、茎は直立または斜上する。
葉序は下部で対生し、上部で互生する。葉身は披針形から長円状披針形であり、長さは5cmから10cm、幅は1cmから2.5cmである。葉の下面には白色の毛が密生する。
開花時期は7月から11月であり、特に8月から9月である。花序は頂生し、穂状に多くの花が付く。花冠は青紫色であり、長さは約6mmである。花冠より長い2本の雄蕊を有する。果実は球形であり、約4mmで残存する萼より長い。

## 分布・生態
日本の固有種。京都府、鳥取県、島根県の隠岐諸島のみに分布し、海岸部に自生する。
開発や採取などによって急激に個体数を減らしており、環境省のレッドリストにおける絶滅危惧II類（VU）に指定されている。島根県では準絶滅危惧種（NT）に、京都府では絶滅危惧種（EN）に指定されている。
開花期以外にもリーフプランツとなり、園芸植物として栽培されることがある。栽培は比較的簡単であるとされ、日当たりや排水に注意すればそれほど手を掛けなくても育つ。種子を蒔き育てると生育しやすい。

### 京都府

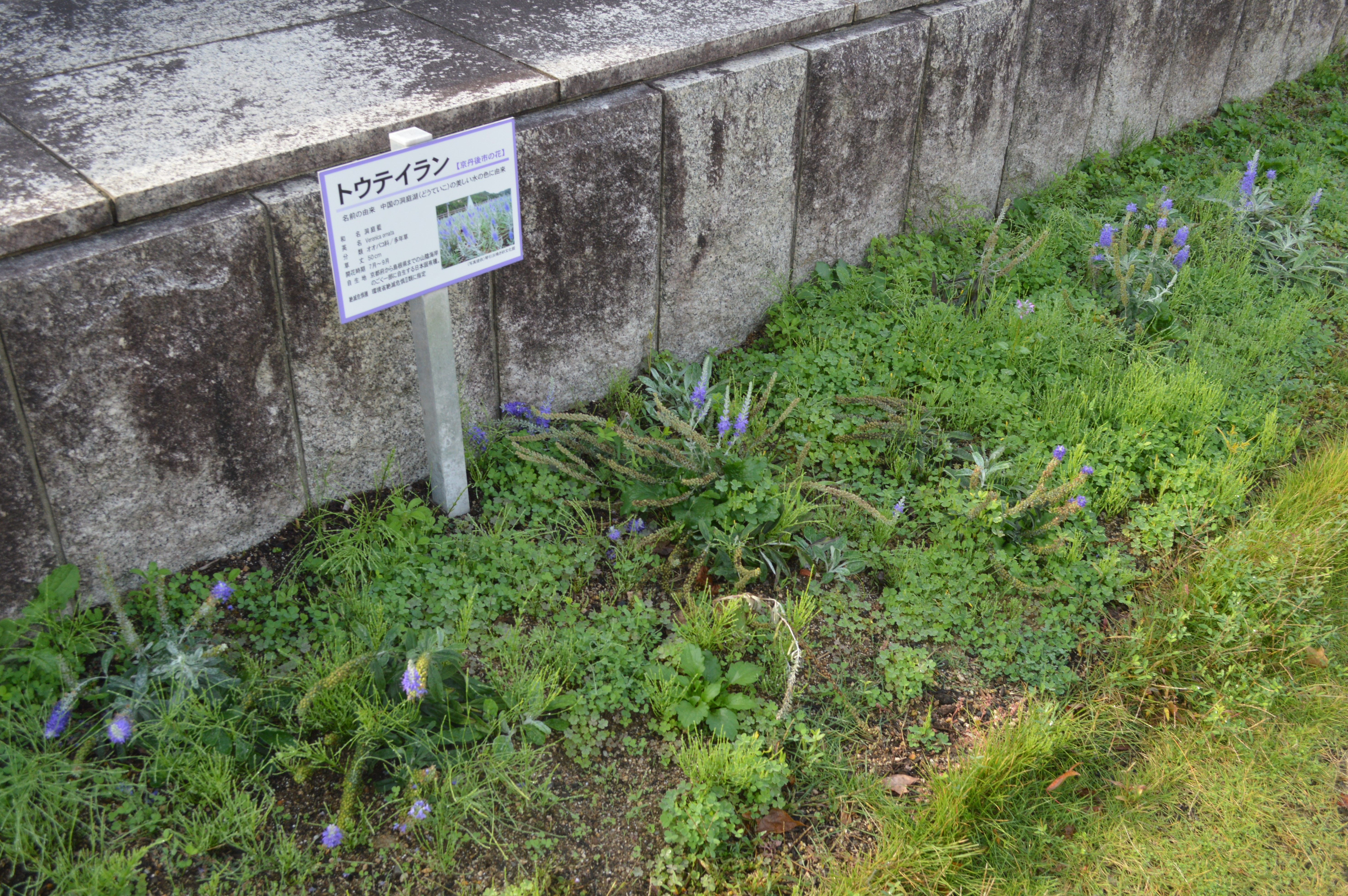
京丹後市役所本庁舎駐車場に植えられているトウテイラン

京都府京丹後市では「市の花」に選定されている。網野町の琴引浜や浜詰海岸に自生しているほか、弥栄町の道の駅丹後王国「食のみやこ」などに植えられている。
1992年（平成4年）、京都府によって京丹後市久美浜町の箱石砂丘の群落が京都の自然200選に選定された。2009年（平成21年）には京丹後市が市制5周年記念式典を開催し、トウテイランを「市の花」に選定した。京都府立峰山高等学校弥栄分校では園芸の授業でトウテイランを栽培し、2019年（令和元年）8月には京都府立網野高等学校の花壇に約80株が移植された。

### 鳥取県
鳥取県東伯郡湯梨浜町では「町の花」に選定されている。湯梨浜町には3か所に自生地があるが、全ての自生地を合わせて300個体から400個体程度であり、島根県や京都府と比べて絶滅リスクが高いとされている。
鳥取県園芸試験場はバイオテクノロジー技術を用いた山野草の保護を行っており、1995年（平成7年）からは鳥取県立倉吉農業高等学校と共同でトウテイランの増殖に取り組んでいる。2022年（令和4年）5月2日、湯梨浜町のトウテイラン群落は鳥取県指定天然記念物に指定された。自生地がある湯梨浜町橋津地区には、同年6月4日にトウテイラン1700株が植えられた「トウテイランの里」が開設された。

### 島根県
島根県では隠岐諸島にのみ自生する。かつて隠岐諸島では各地の海岸に自生していたが、盗掘などが理由で激減した。島前の知夫里島と西ノ島では一般的で沿道でも確認できるが、中ノ島では限られた場所にのみ分布する。2011年（平成23年）から2013年（平成25年）に実施された調査では、いずれの自生地も海岸または海岸近くであり、中ノ島においてはトウテイランの自生が確認できなかった。隠岐諸島では初秋を彩る植物とされている。